# Gräslök
Gräslök (Allium schoenoprasum L.) är en flerårig ört i släktet lökar och familjen amaryllisväxter. Arten förekommer över hela norra halvklotet och är en populär och välkänd kryddväxt.

## Beskrivning

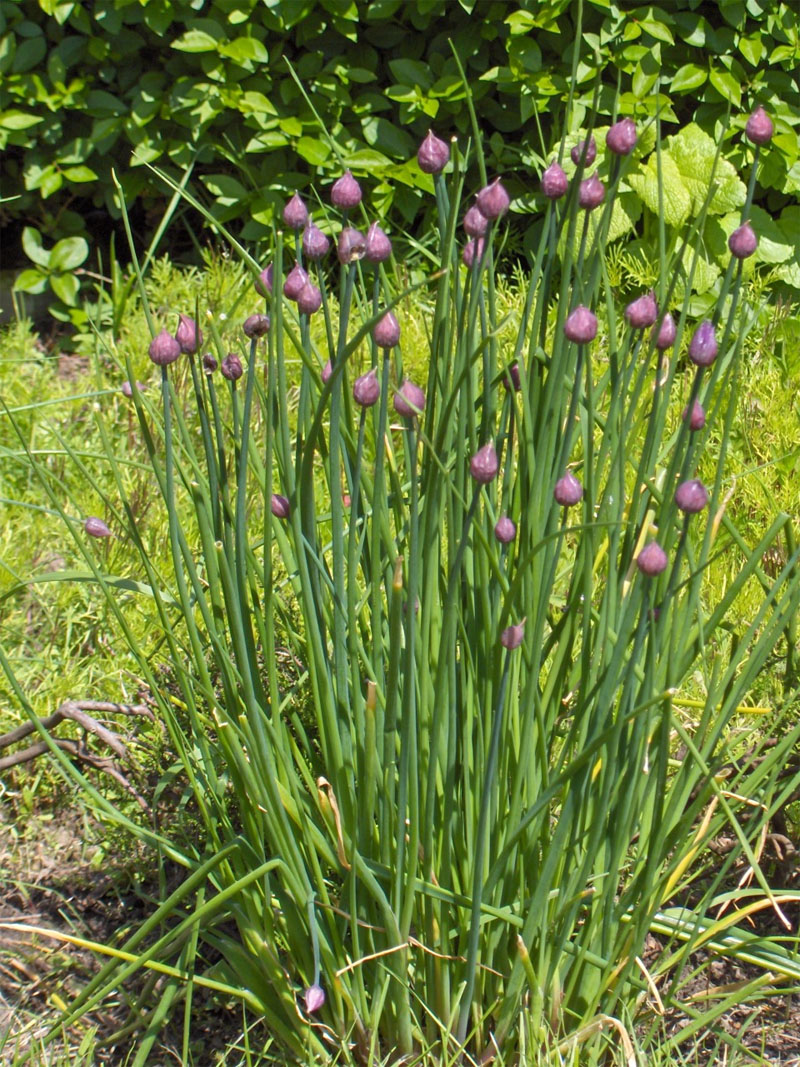
Trädgårdsgräslök
Allium schoenoprasum

Gräslök är flerårig och blir upp till 30 cm hög. Blad och blomstänglar är trinda, släta och gröna.
Blommorna sitter samlade i en flock, som är ca 1 cm i diameter, och har rödvioletta, violetta eller, mer sällan, vita hylleblad. Blomman kommer i toppen på en separat stjälk, som inte ska förväxlas med bladen, som aldrig bär blommor. Groddknoppar, som förekommer hos många Allium-arter, saknas hos gräslök. Blomman omges av två oansenliga hölsterblad. Ståndarna är kortare än hyllebladen och saknar flikar på ståndarsträngarna. Blomningen infaller i juni.
Gräslök varierar i utseende och ett par varieteter brukar traditionellt urskiljas i nordiska sammanhang, som alvargräslök (var. alvarense Hyl.), jättegräslök (var. sibiricum (L.) Hartm.), skärgårdsgräslök (var. jurmoënse O.A.Eklund) och huvudvarieteten trädgårdsgräslök (var. schoenoprasum). Dessa har dock inget större vetenskapligt värde då alltför många mellanformer förekommer. En indelning blir därför meningslös.
Inom sitt utbredningsområde är arten mångformad, och flera försök har gjorts att dela in arten i underarter och varieteter Det har emellertid visat sig svårt att urskilja enheter med unika karaktärer.
Kromosomtal 2n = 16
En annan art som ofta odlas är kinesisk gräslök, (Allium tuberosum), som har en mild smak av vitlök. Den har platta blad och vita blommor och är, trots namnet, inte särskilt nära släkt med gräslök.

## Habitat och utbredning
Gräslök har en nordlig cirkumpolär utbredning, d v s att den förekommer runt hela norra halvklotet.

### Utbredningskartor
- Norden
- Norra halvklotet

## Biotop
Torra platser, sprickor i berghällar.

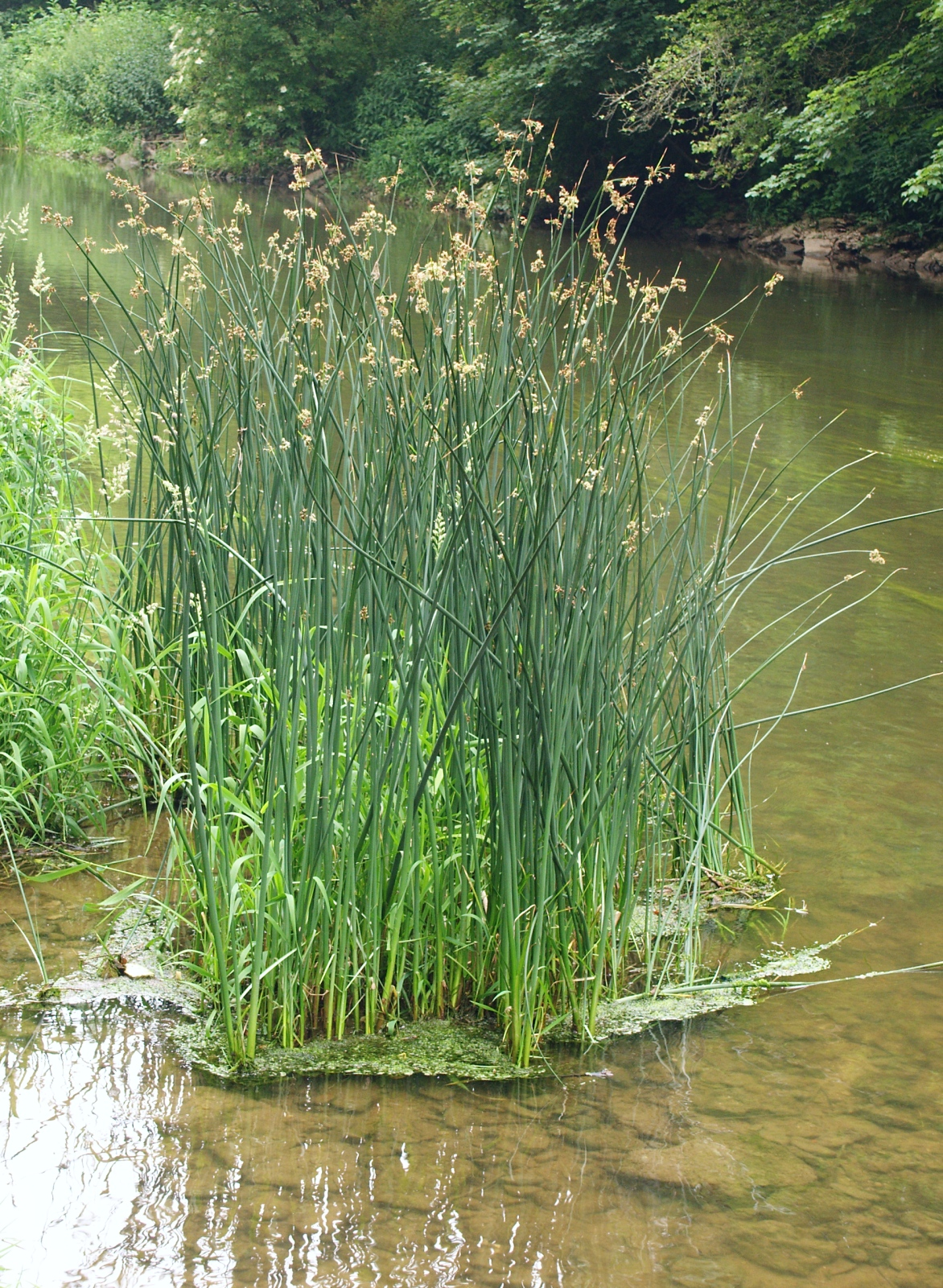
Säv
Schoenoplectus lacustris

## Etymologi
- Familjenamnet Allium är hämtat från Romarrikets namn på vitlök. Författaren Plautus (född ca 254 f.Kr.) använde det.
- Artepitetet schoenoprasum kommer av grekiskans skhoinos = säv, tåg (gräslökens blad påminner om sävstrån) plus prason = lök.
- Epitetet album i den förädlade sorten kommer av latinets alba = vit.

## Underarter
- Allium cupani ssp. cupani, 1827
Synonym Allium montanum Ten.
- Allium flavum ssp. flavum, 1848
Synonym Allium montanum Rchb.
- Allium schmitzii var. duriminium Cout., 1896
- Allium schoenoprasum f. albiflorum, 1950
- Allium schoenoprasum ssp. alpinum Celak.
- Allium schoenoprasum var. alpinum DC., 1805, nom. nud.
- Allium schoenoprasum var. alpinum DC., 1815, nom. inval.
- Allium schoenoprasum ssp. alpinum  (Hegetschw.) Nyman
- Allium schoenoprasum var. alpinum Cariot & St.-Lag.
- Allium schoenoprasum ssp. alpinum (DC.) Nyman, 1882
- Allium schoenoprasum var. alvarense Hyl., 1945
- Allium schoenoprasum var. bellum Kitam., 1946
- Allium schoenoprasum var. broteroi (Kunth) Nyman, 1882
- Allium schoenoprasum var. buhseanum (Regel) Boiss., 1882
- Allium schoenoprasum var. caespitans Ohwi, 1965
- Allium schoenoprasum var. duriminium (Cout.) Cout., 1913
- Allium schoenoprasum ssp. euschoenoprasum Syme, 1869 nom. inval.
- Allium schoenoprasum var. foliosum (Clairv. ex DC.) Mutel, 1836
- Allium schoenoprasum ssp. gredense (Rivas Goday) Rivas Mart., 1986
- Allium schoenoprasum var. idzuense (H.Hara) H.Hara, 1980
- Allium schoenoprasum var. jurmoense O.A.Eklund, 1927
- Allium schoenoprasum f. kokinjae Hay.
- Allium schoenoprasum ssp. latiorifolium (Pau) Rivas Mart., 1986
- Allium schoenoprasum var. latiorifolium Pau, 1912
- Allium schoenoprasum var. laurentianum Fernald, 1926
- Allium schoenoprasum var. lusitanicum Nyman, 1882
- Allium schoenoprasum ssp. orosiae J.M.Monts., 1984
- Allium schoenoprasum ssp. pumilum  (Bunge) K.Richt., 1836
- Allium schoenoprasum var. pumilum Bunge
- Allium schoenoprasum f. purpuratum Konta, 2005
- Allium schoenoprasum ssp. riparium (Opiz) Celak.
- Allium schoenoprasum var. riparium Celak.
- Allium schoenoprasum var. sibiricum (L.) Garcke, 1849
- Allium schoenoprasum ssp. sibiricum Hayek & Markgr.
- Allium schoenoprasum ssp. sibiricum  (L.) K.Richt.
- Allium schoenoprasum ssp. sibiricum (L.) Syme, 1869.
- Allium schoenoprasum var. schoenoprasoides Briq. nom. illeg.
- Allium schoenoprasum var. vulgare Alef., 1866 nom. inval.
- Allium senescens ssp. glaucum (Regel) Dostál, 1810
Synonym Allium glaucum Schrad. ex Poir.

## Användning
Gräslök är en omtyckt krydda som bland annat används klippt i sallader, på smörgås, till inlagd sill och i röror tillsammans med gräddfil.
Om man använder en vass kniv i stället för en sax tar man bäst vara på den smakrika saften i gräslökens blad.
Vid användning av gräslök i varma maträtter, gäller att man, liksom för många andra kryddor, sätter till den i slutet av tillagningen, eftersom smaken inte är varmhållfast.
Själva löken i gräslökväxten används inte i matlagning.

## Sorter
Ett flertal sorter odlas i trädgårdar och inom jordbruket.
- 'Album' - är en klonsort som har vita blommor
- 'Black Isle Blush' (D. W. Ross, 1996) - har lilarosa blommor som mörknar sakta i mitten.
- 'Curly Mauve' har utbredda, krökta blad.
- 'Forescate' - är en extra storblommig klon med rosaröda blommor.
- 'Grobi' - har stora blad med extra stark smak.
- 'Grolau' - är en schweizisk frösort som tagits fram för växthusodling, fungerar också bra på fönsterbänken. Korta, mörkt gröna blad och extra mörka blommor.
- 'Pink Perfection' (D. W. Ross, 1996) - klart rosa blommor som håller färgen länge.
- 'Pralau' - har medelstora blad med fin färg.
- 'Staro' - är en sort med extra grova blad.
- 'Wallington White' (Monksilver Nursery, 1992) - blommorna är blekaste rosa, nästan vita, i klotrunda huvuden, till 35 mm i diameter. Stjälkarna blir 35–45 cm. Kraftigväxande.

Andra förädlade sorter är 'Dominant', 'Fitlau', 'Grovbladig, 'Hammenhögs Special', 'Kirdo', Mellanfin', 'Netherbyres Dwarf', 'Polycross', 'Polyvert', 'Silver Chimes', 'Vanlig' och 'Wilan'.

## Bygdemål
| Namn     | Trakt    | Referens |
| -------- | -------- | -------- |
| Bajsklök | Gotland  | [ 1 ]    |
| Kaife    | Gotland  | [ 2 ]    |
| Kep      | Bohuslän | [ 2 ]    |

## Synonymer
- Allium acutum Spreng., 1813
- Allium alpinum (DC) Hegetschw., 1822 nom. superfl. & nom. illeg.
- Allium broteroi Kunth, 1843
- Allium buhseanum Regel, 1875
- Allium carneum Schult. & Schult.f.. 1830, nom. illeg.
- Allium coloratum Dulac, 1867 nom. illeg.
- Allium foliosum Clairv. ex DC., 1808, 1815
- Allium glaucum DC., 1808.
- Allium glaucum Ledeb., 1852, nom. illeg.
- Allium glaucum Schrad. ex Poir., 1810
Synonym Allium senescens ssp. glaucum (Regel) Dostál
- Allium gredense Riv.Mateos, 1924
- Allium idzuense H.Hara, 1974
- Allium montanum F.W.Schmidt, 1794
Synonym Allium lusitanicum Lam.
- Allium montanum Sm., 1809
Allium sibthorpianum Schult. & Schult.f.
- Allium montanum Rchb., 1848
Synonym Allium flavum ssp. flavum
- Allium lusitanicum Link ex Regel, 1875 nom. inval.
- Allium montanum Guss., 1826
Synonym Allium tenuiflorum Ten.
- Allium montanum Schrank & K.Moll, 1785
- Allium montanum F.W.Schmidt, 1794
Synonym Allium lusitanicum Lam.
- Allium montanum Ten., 1827
Synonym Allium cupani ssp. cupani
- Allium palustre Chaix, 1786.
- Allium palustre Pourr. ex Lag., 1816 nom. illeg.
- Allium palustre Salisb., 1796, nom. illeg.
- Allium punctulatum  Schltdl., 1847
- Allium purpurascens Losa, 1949
- Allium raddeanum Regel, 1875
- Allium reflexum F.Dietr., 1824
- Allium reticulatum Wallr. nom. illeg.
- Allium riparium Opiz, 1824
- Allium roseum Krock., 1787 nom. illeg.
- Allium sibiricum L., 1771
- Allium sibthorpianum Schult. & Schult.f., 1809
Allium montanum Sm.
- Allium tenuifolium Pohl, 1814 nom. illeg.
- Allium tenuifolium Salisb. nom. illeg., 1796
- Allium ubinicum Kotukhov, 2003
- Allium udinicum Antsupova, 1989
- Ascalonicum schoenoprasum (L.) P.Renault. 1804 nom. inval.
- Cepa schoenoprasum (L.) Moench, 1794
- Cepa tenuifolia (Salisb.) Gray, 1821
- Cepa tenuifolia Gray nom. illeg.
- Porrum schoenoprasum (L.) Rchb.
- Porrum sibiricum (L.) Schur, 1866
- Schoenissa rosea Salisb., 1866 nom. inval.
- Schoenissa schoenoprasa (L.) Salisb., 1866, nom. inval.
- Schoenissa schoenoprasum (L.) Schur, 1866
- Schoenoprasum vulgare Fourr., 1869

## Bilder

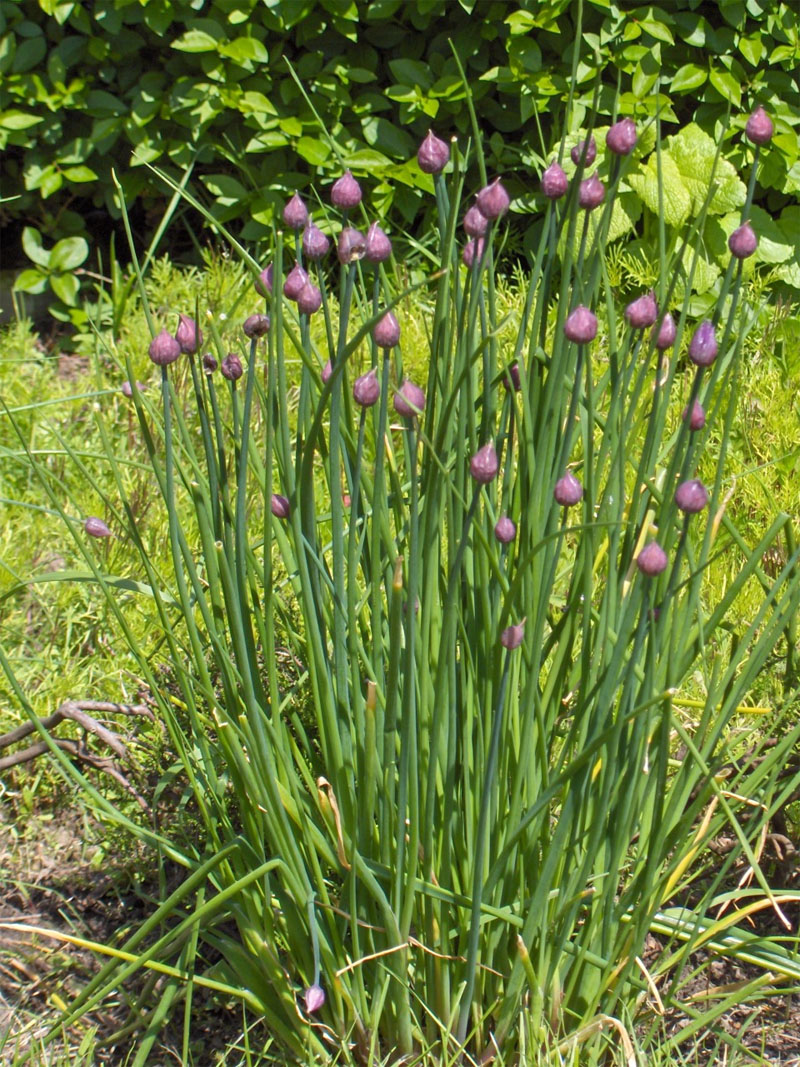
En tuva med blomknoppar
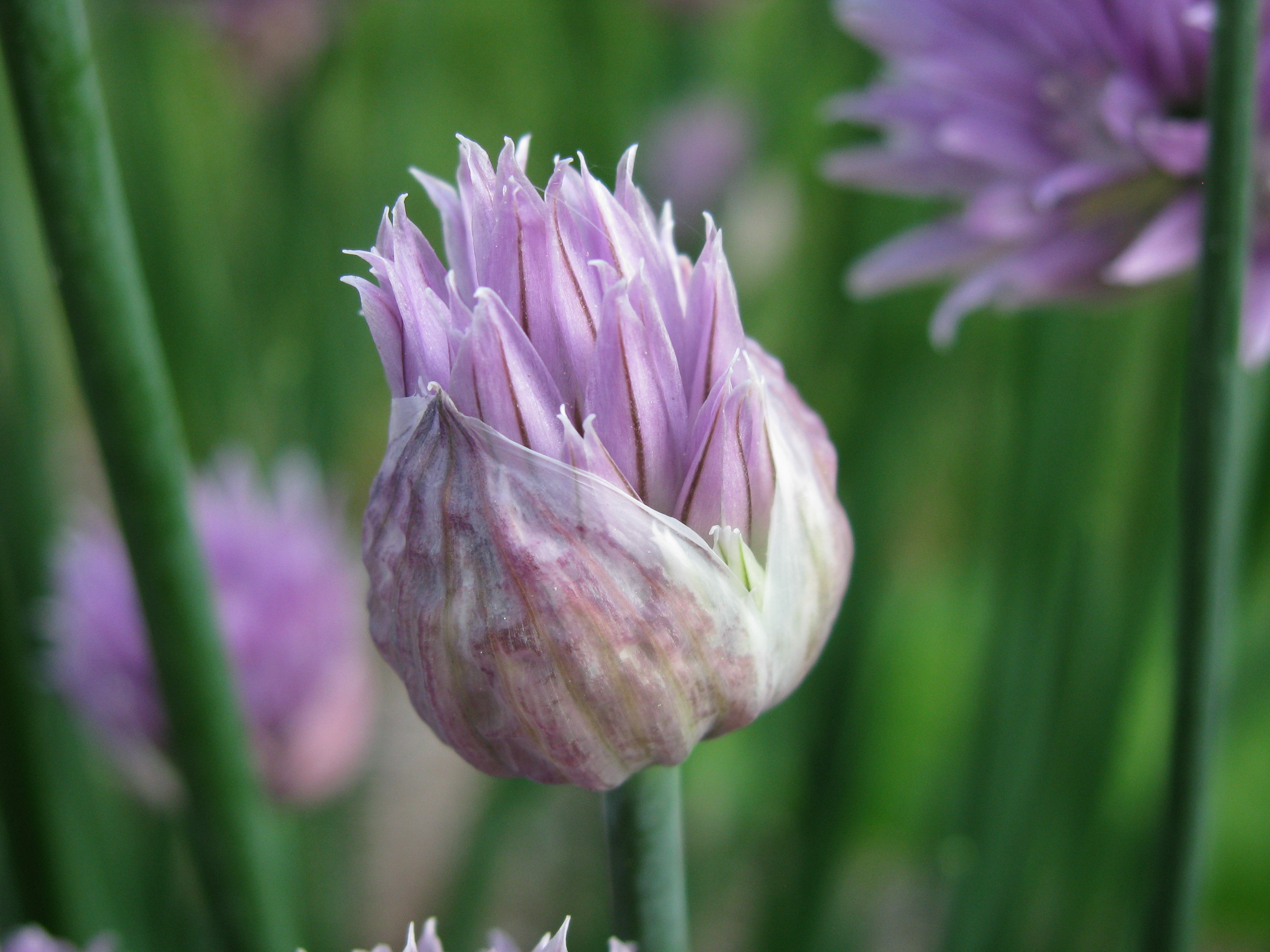
En blomknopp på väg att slå ut
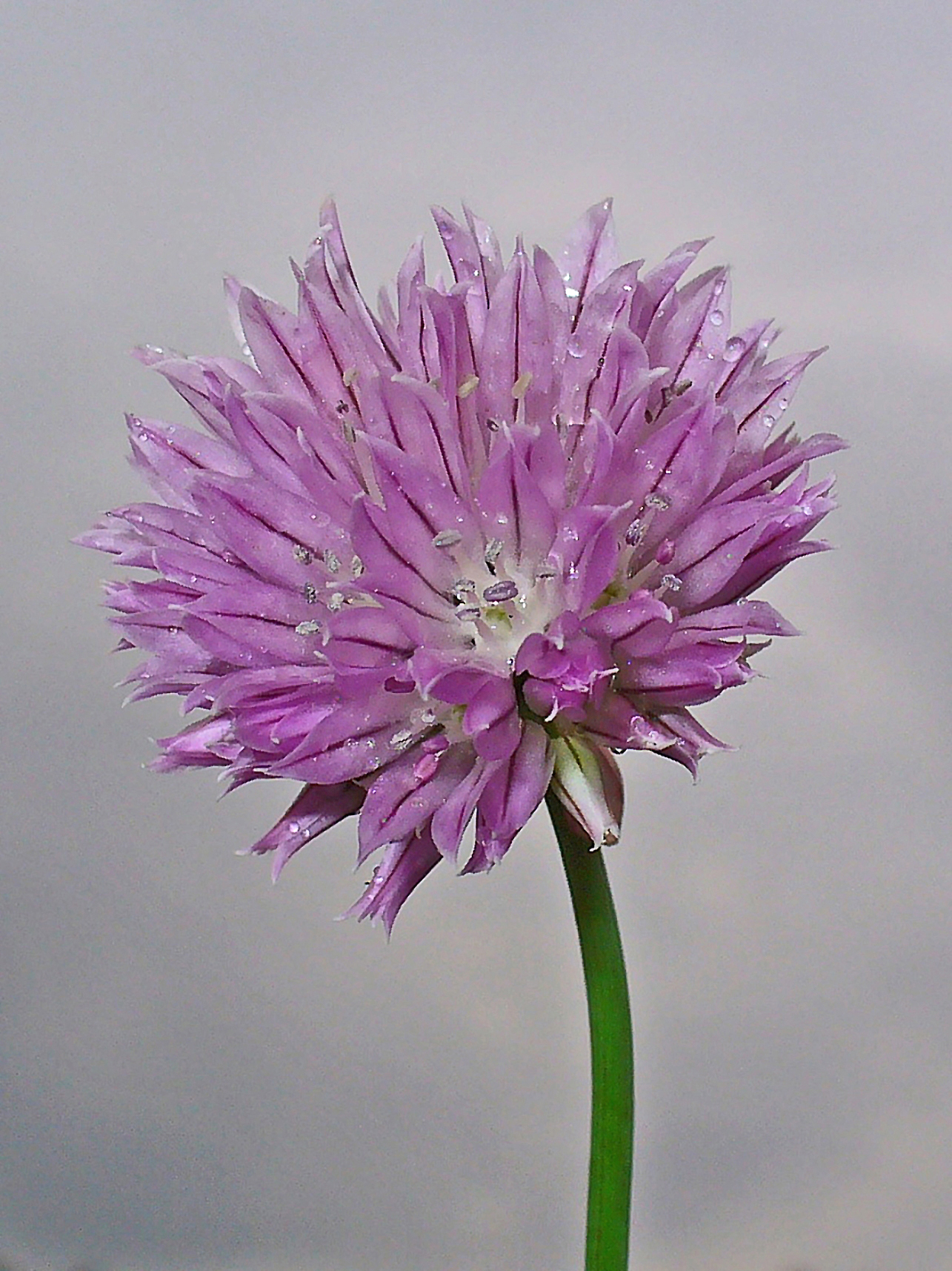
Fullt utslagen blomma I mitten en ensam pistill omgiven av ståndare
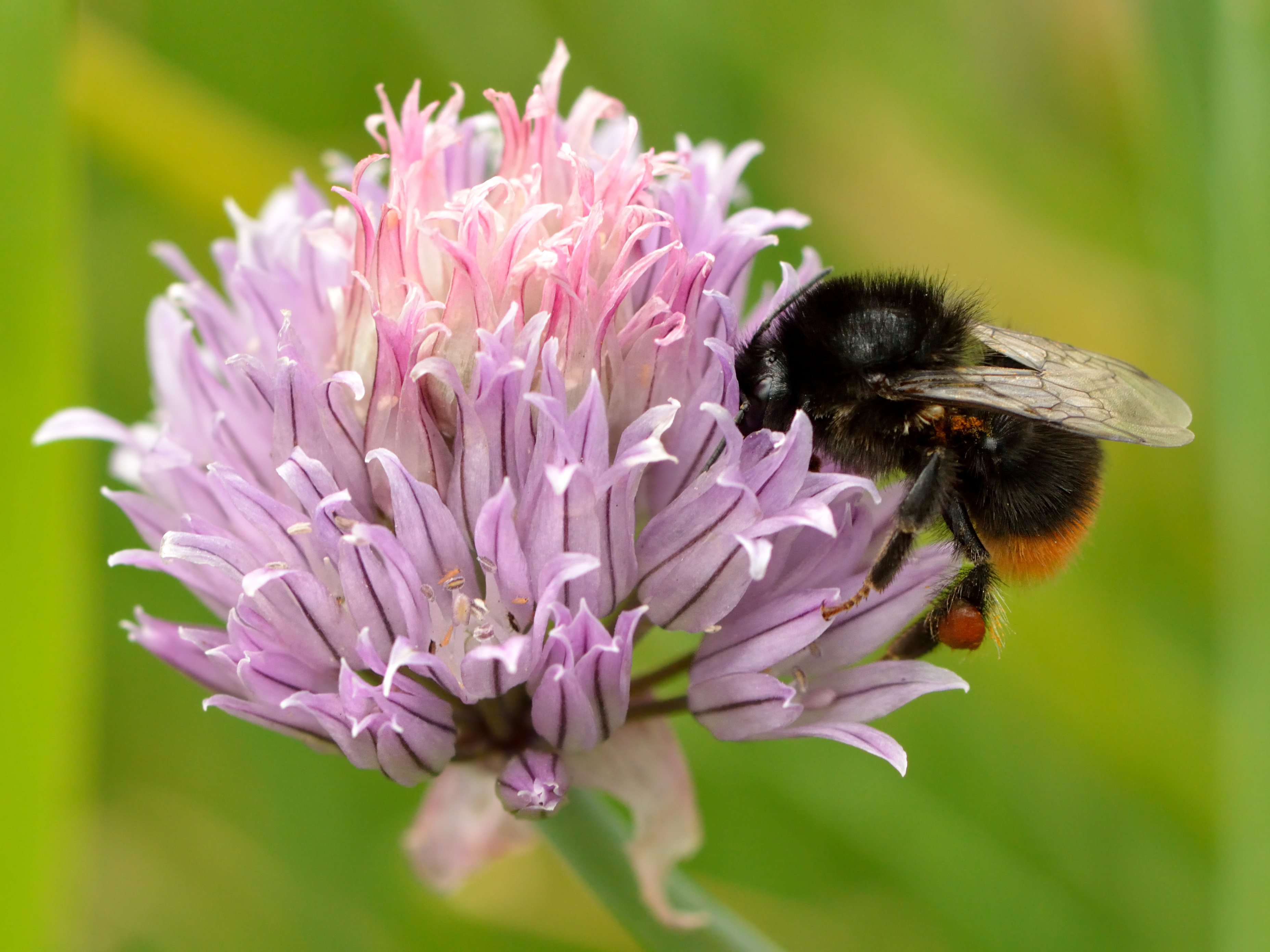
En humla (Bombus lapidarius) slickar i sig nektar
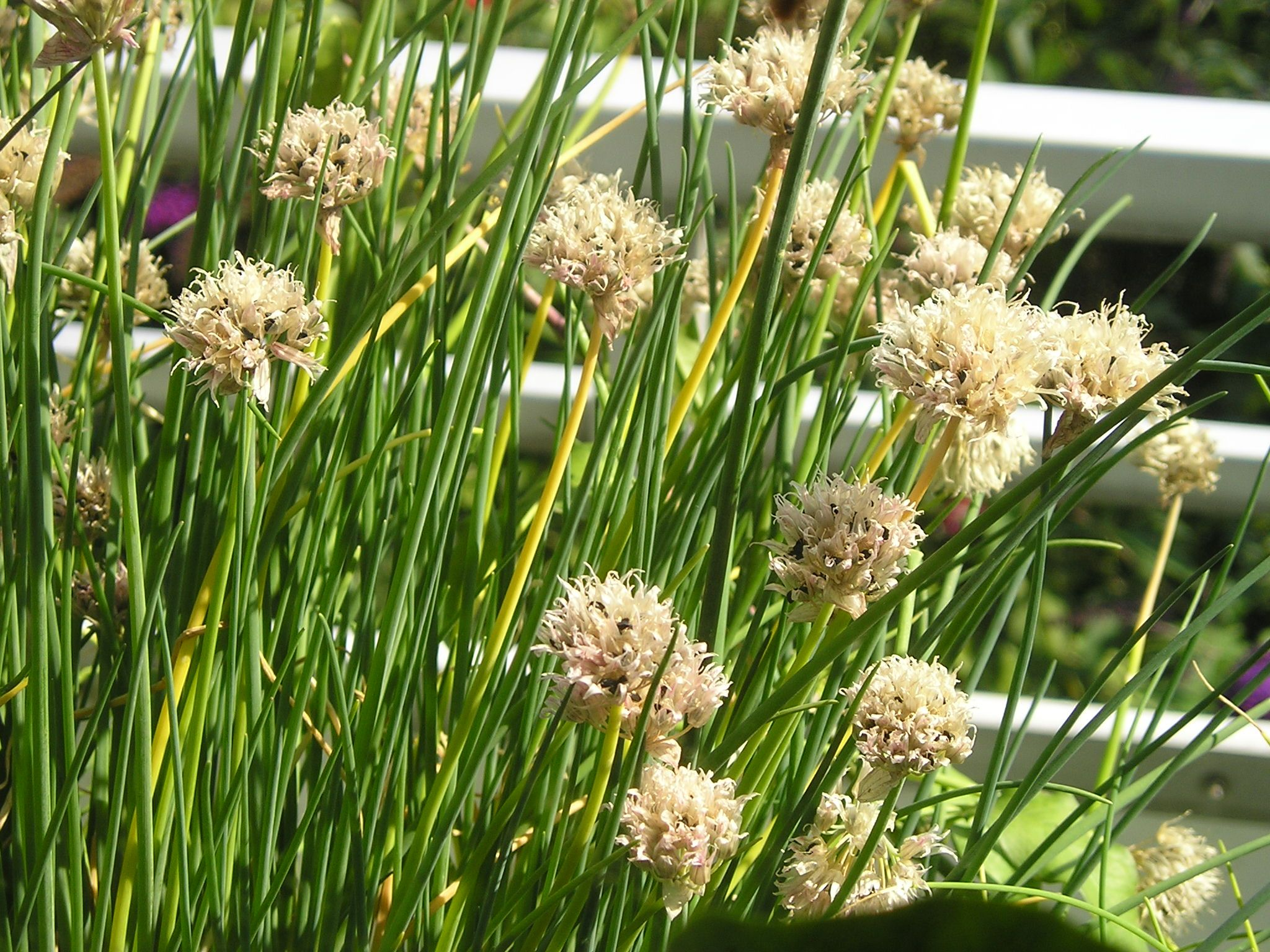
Utblommad med mogna frön Förväxla ej med kinesisk gräslök (Se bild i avsnitt "Beskrivning")
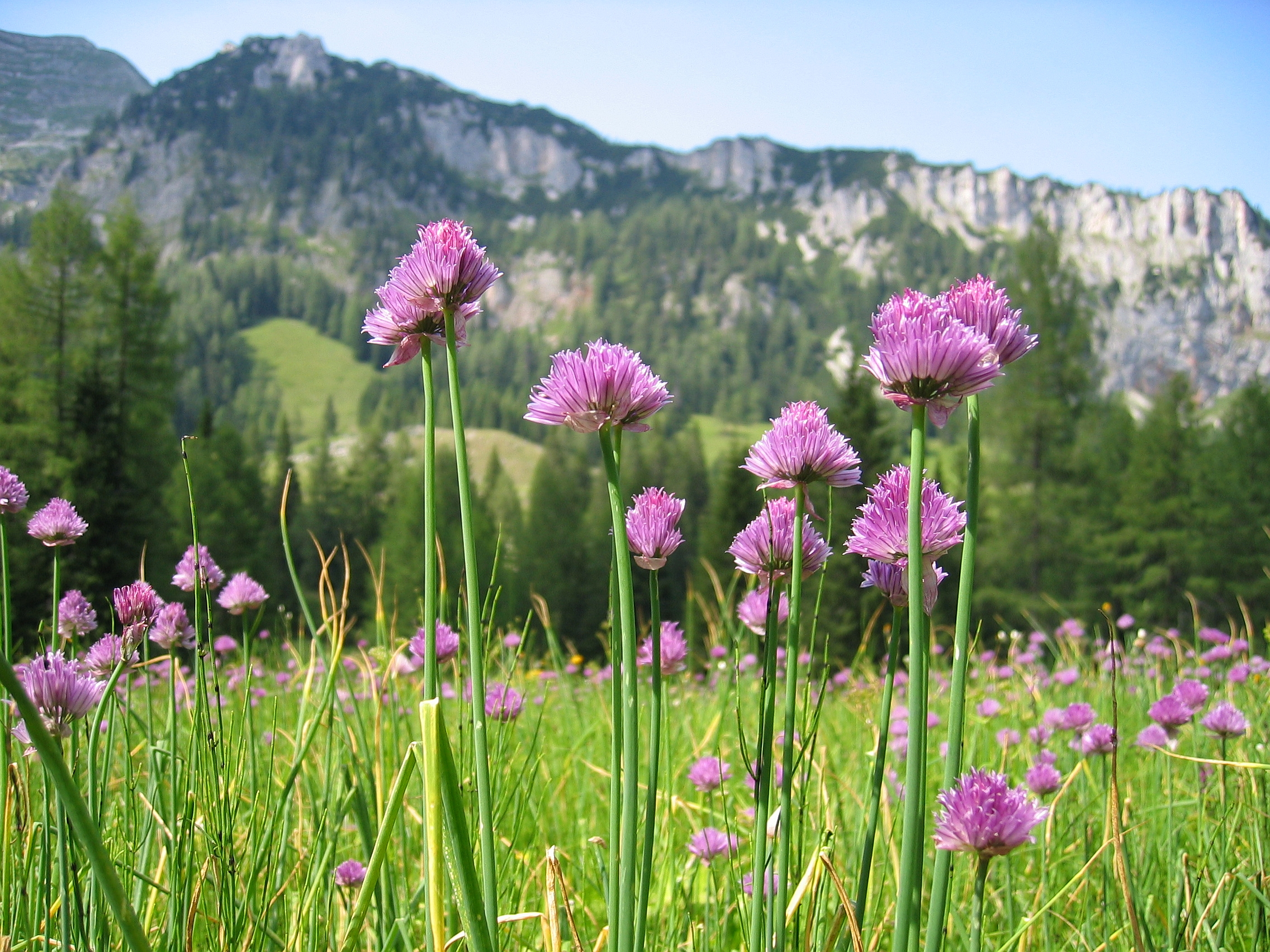
Allium schoenoprasum var. alpinum
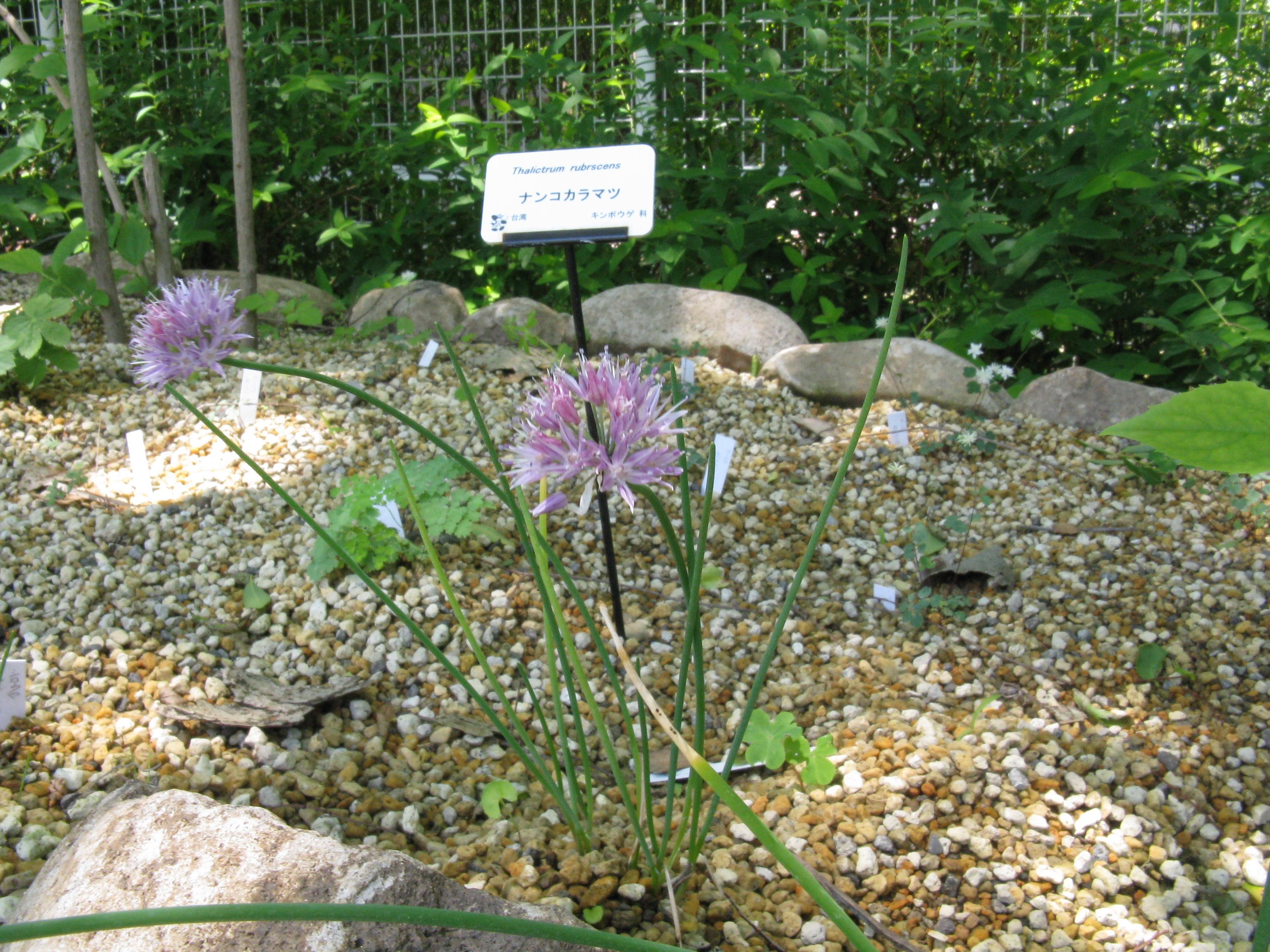
Allium schoenoprasum var. orientale
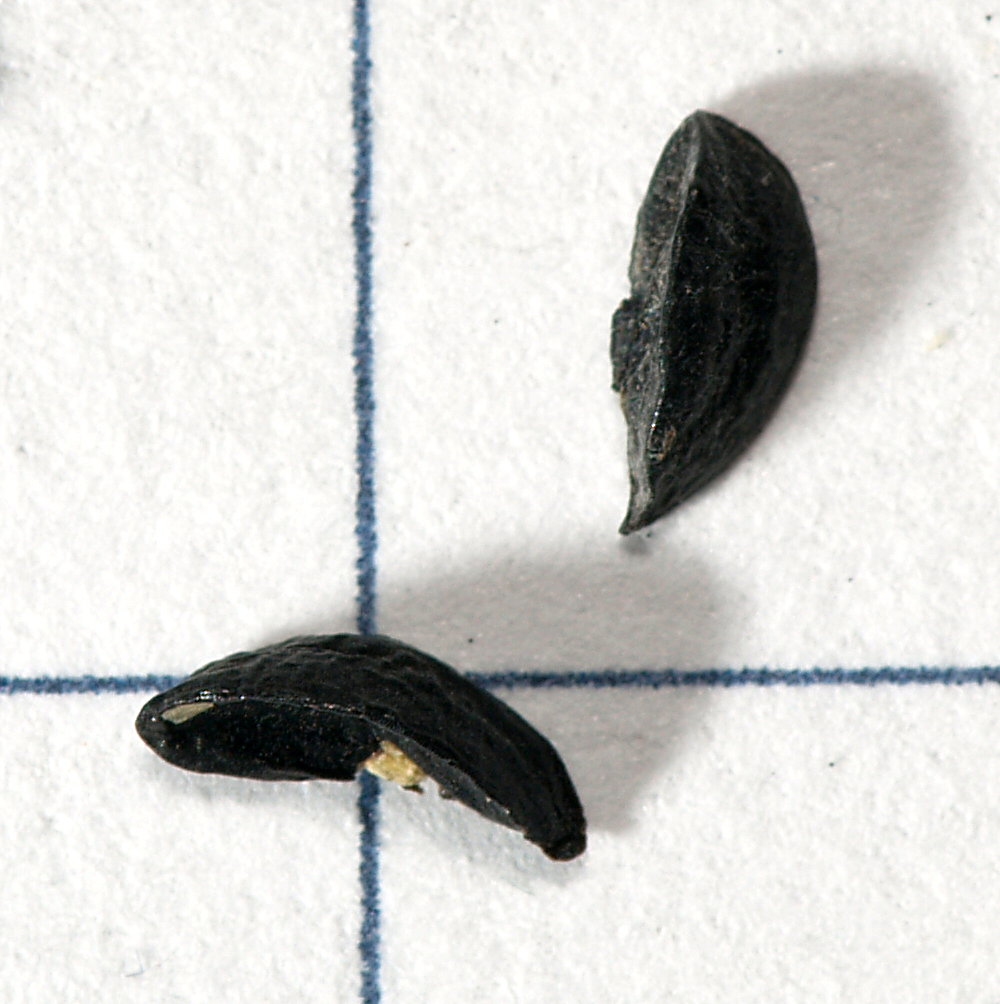
Frön